# الصراع بين تركيا وتنظيم الدولة الإسلامية (داعش)
بدأ الصراع بين تركيا وتنظيم الدولة الإسلامية (داعش) بحلول عام 2013. وبدأ الصراع الحقيقي بين تركيا وداعش في 23 يوليو 2015. وقد اتهمت تركيا داعش بالوقوف وراء تفجير سروج 2015 وتفجير أنقرة 2015 بالإضافة إلى تفجيرا الريحانية. وقامت قوات الجو التركية بقصف العديد من المواقع التابعة لداعش.

## خلفية الأحداث
انتقدت العديد من الدول الغربية لتركيا بسبب تعنتها في الانضمام للدول المحاربة لداعش في عام 2014. بالإضافة إلى أن بعض الدول قالت أنها لا تستطيع أن تغض الطرف عن دخول مقاتلي داعش وخروجهم من الحدود التركية. كما وجدت ادعائات بأن تركيا تدعم داعش وقت حصار عين العرب بسبب عدم رغبة تركيا في دعم وحدات حماية الشعب الكردي.
وكان أول عمل مهم لداعش في تركيا هو تفجيرا الريحانية، حيث قِيل بأن داعش هي المسؤولة عن التفجير، وهو ما اعتبر تهديدا لتركيا. وفي يناير 2014 دخلت القوات الجوية التركية إلى المشهد بقصفها لداعش في سوريا. وحين استولت داعش على مدينة الموصل العراقية احتجزت العاملين في القنصلية التركية كرهائن. وبعد فترة طويلة من المساومات بين تركيا وداعش تم اطلاق سراح الرهائن المحتجزين.
وفي 21-22 فبراير 2015 عبرت القوات التركية الحدود السورية لتغير مكان ضريح سليمان شاه، ولم تحدث أي مواجهات بين القوات التركية وداعش.
وفي 5 يونيو و20 يوليو 2015 وقعت تفجيرات في ديار بكر وسروج . وقد اعتقد أن داعش هي من نفذت تلك التفجيرات. كما وقع تفجير انتحاري أخر في 10 أكتوبر 2015 واتهمت داعش بوقوفها وراء التفجير.

## الصراع بين تركيا وداعش
بدأ أول صراع حقيقي بين تركيا وداعش في 23 يوليو 2015 حيث تم إطلاق النار على رقيب تركي في كلس في غازي عنتاب من قبل مسلحي الدولة الإسلامية من الحدود السورية وأدى ذلك إلى مقتل ضابط وإصابة اثنين. وعلى الفور ردت القوات التركية باطلاق النار مما أدى إلى إضعاف تأثير مقاتلي داعش ومقتل شخص منهم. وفي نفس اليوم ليًلا قامت القوات المسلحة التركية بتفجير مواقع تابعة لتنظيم الدولة الإسلامية في سوريا بأربعة طائرات حربية من طراز إف 16. وقُتل 35 شخص. أما الضربة الجوية الثانية فكانت لقصف مواقع لحزب العمال الكردستاني في شمال العراق، حيث تم قصف معسكرات في قنديل، وزاب، ومتينا، وباسيان، وإفاشين. وفي نفس التوقيت تم قصف مدفعي لثلاثة مواقع تابعة لتنظيم الدولة في سوريا. وتم القيام بالهجوم الجوي الثالث على مواقع حزب العمال وتنظيم الدولة في يوم 25 يوليو 2015، وفي يوم 26 تم القيام بالضربة الجوية الرابعة على مواقع حزب العمال الكردستاني، وفي يوم 27 تم القيام بضربات جوية على معسكرات حزب العمال في شمال العراق وشيرناق وهقَّاري.
وقد ادعى قائد وحدات حماية الشعب (كردية) في إقليم كوباني أن الجيش التركي قام بتفجير مواقع الجيش السوري الحر ووحدات حماية الشعب في هجماته البرية في جرابلس . إلا أن هذه الادعائات تم تكذيبها من قبل وزارة الخارجية التركية.
طلبت الولايات المتحدة الأمريكية قاعدة إنجرليك الجوية لأجل استخدامها في حربها مع داعش. وقد وافقت تركيا على فتح القاعدة الجوية للطائرات الأمريكية مقابل وعد بأنشاء منطقة عازلة على الحدود التركية. وقد بدأت الطائرات الأمريكية بالإقلاع من قاعدة إنجرليك لقصف مواقع للدولة الإسلامية (داعش) في 12 أغسطس 2015. وقد قدمت الطائرات التركية الدعم للولايات المتحدة في الهجمات الجوية حتى نهاية شهر أغسطس.